# Elafonisos
Elafonisos (gr. Ελαφόνησος) – mała grecka wyspa, położona pomiędzy półwyspem Peloponez a Kíthirą, w archipelagu Wysp Jońskich, w administracji zdecentralizowanej Peloponez, Grecja Zachodnia i Wyspy Jońskie, w regionie Peloponez, w jednostce regionalnej Lakonia, w gminie Elafonisos.
Powierzchnia wyspy wynosi około 20 km². W trakcie zimy wyspy zamieszkuje około 350 osób, natomiast w trakcie sezonu letniego liczba ta gwałtownie wzrasta. Między lipcem a sierpniem wyspę odwiedza 3000 turystów i 1600 samochodów każdego dnia. Większość turystów przyciągają piaszczyste plaże. Główne plaże to Sariknos, Fragos, Simo oraz Panngies Nissia. Wyspa leży około 2000 m od stałego lądu oraz około 8,5 km od Kíthiri. Wyspa skomunikowana jest ze stałym lądem za pośrednictwem dwóch, kursujących regularnie promów pasażersko- samochodowych. Na wyspie oraz okolicznych bezludnych wysepkach odkryto niewielkie znaleziska archeologiczne.

## Zmiana populacji wyspy
| Rok  | Populacja | Populacja gminy |
| ---- | --------- | --------------- |
| 1981 | 611       |                 |
| 1991 | 653       | 725             |
| 2001 | 625       | 745             |
| 2011 | 816       | 1041            |